# Manoglia
Manòglia è l'ottavo album in studio del cantautore italiano Davide Van De Sfroos, pubblicato il 13 ottobre 2023 e distribuito dalla BMG.

## Descrizione
Come tutti gli altri album dell'artista, anche questo è cantato principalmente in lingua lombarda (dialetto comasco nella sua variante conosciuta con il nome laghée). Il disco è stato annunciato tramite i social dell'autore il 20 giugno e anticipato il 7 settembre dall'omonimo singolo.
Il disco è uscito nei formati CD, LP e in download digitale. È disponibile un'edizione limitata e numerata del vinile, in colorazione verde trasparente con venature scure all'interno (a simulare una foglia di magnolia, pianta dalla quale l'album prende il nome) in esclusiva sul sito della BMG.
Per volere dello stesso autore, del management e della casa discografica, il disco non uscirà sulle piattaforme in streaming.

## Tracce
1. La ballata del mascheraio – 3:33
2. Forsi – 3:30
3. Crisalide (le ali del falco) – 3:49
4. Manòglia – 4:37
5. La canzone che non c'è – 3:07
6. Shandemé – 3:26
7. Zia Nora – 3:23
8. Ancainköö – 3:45
9. El Giuvanónn (il becco del merlo) – 3:05
10. El Mekanik – 4:40
11. Foglie al vento – 6:17

## Formazione
Testi e musiche di Davide Bernasconi
- Davide Van De Sfroos - Voce, chitarra acustica, chitarra elettrica, cori
- Denis Alessio - Chitarra manouche
- Stefano Bigoni - Cori
- Lorenzo Bonfanti - Guitarele, cori
- Daniele Caldarini - Pianoforte, piano Fender, hammond, organo, chitarra classica, chitarra acustica
- Paolo Cazzaniga - Chitarra elettrica "slide", chitarra elettrica, chitarra classica, chitarra acustica, chitarra a 12 corde, bouzouki, cori
- Silvio Centamore - Cajon, darabukka, semi percussivi, effetto tuono
- Paola Colombo - Violoncello
- Andrea Cusmano - Flauto dolce, fisarmonica, chitarra classica, duduk, ney, baglama, cura, oud, marranzanu, ocarina, oboe languedoc, cori
- Maurizio Fasoli - Pianoforte
- Niccolò Fornabaio - Percussioni
- Arturo Garra - Clarinetto
- Alberto Gioia - Organo Hammond, piano elettrico Wurlitzer
- Alessandro Gioia - Piano, programming, cori
- Taketo Gohara - Vibrafono, pianoforte
- Fabio Ilacqua - Bottiglia fiato, Synth, effetti sonori
- Simone Peduzzi - Fisarmonica
- Angapiemage Galiano Persico - Violino, chitarra classica, mandolino, bouzouki, shaker, tambourine, effetto sonoro ligneo, cori
- Francesco Piu - Banjo, chitarra acustica, dobro
- Alessandro “Asso” Stefana - Chitarre, banjo, organi
- Attilio Zanchi - Contrabbasso